# توماس دي ميزير
كارل إرنست توماس دو ميزير (بالألمانية: Karl Ernst Thomas de Maizière) (النطق الألماني: [də mɛzi̯ɛ:ɐ̯]؛ مواليد 21 كانون الثاني 1954) سياسي ألماني في حزب الاتحاد الديمقراطي المسيحي (CDU) شغل منصب وزير الداخلية الاتحادي منذ 17 كانون الأول 2013 وحتى 13 آذار 2018 كجزء من الحكومة الثالثة للمستشارة الألمانية أنغيلا ميركل. وهو أحد المقربين من ميركل، شغل منصب رئيس موظفي المستشارية الاتحادية ومنصب وزير الشؤون الخاصة في حكومة ميركل الأولى من عام 2005 إلى عام 2009. وكان وزير للداخلية 2009 إلى 2011 ووزير للدفاع من عام 2011 إلى 2013.
جنبا إلى جنب مع فولفغانغ شويبله وأورسولا فون دير لاين، ميزير هو واحد من ثلاثة وزراء فقط خدموا باستمرار في حكومات المستشارة أنغيلا ميركل منذ توليها منصبها في عام 2005 وحتى عام 2018. جنبا إلى جنب مع أورسولا فون دير ليان، كان ينظر إليها على نطاق واسع كخليفة مستقبلي ميركل. إلا أن ميركل أعلنت عزمها الترشح لفترة رابعة في انتخابات عام 2017.
قبل تعيينه في الحكومة الاتحادية، شغل منصب وزير في حكومة ولاية سكسونيا، في مناصب رئيس موظفي الحكومة ووزير المالية ووزير العدل.

## الخلفية العائلية والتعليم
ولد ميزير في بون لأبيه أولريش دي ميزير رئيس الأركان السابق للجيش الألماني. تخرج من Aloisius kolleg في بون، ودرس القانون والتاريخ في جامعة فيستفيليشه فيلهلمز في مونستر وجامعة فرايبورغ، اجتاز أول امتحان له في القانون في عام 1979 والثاني عام 1982، ونال درجة دكتوراه في القانون في عام 1986.
ينتمي إلى عائلة نبيلة (غير معتمد) تنحدر في الأصل من ميزير ليه ميتز الذين كهوغونوتيون فروا من فرنسا للحصول على اللجوء في بروسيا في أواخر القرن ال17. بقيت الأسرة ميزير مداومة على حضور المدارس باللغة الفرنسية وكنائس الهوغونوتيون في برلين حتى بداية القرن ال20. ابن عمه لوتار دو ميزير هو أيضا سياسي في حزب الاتحاد الديمقراطي المسيحي، وكان آخر رئيس وزراء والأول منتخب ديمقراطيا في جمهورية ألمانيا الديمقراطية والذي عمل بعد ذلك في منصب الوزير الاتحادي للشؤون الخاصة في حكومة كول.

## الحياة السياسية

### البدايات في سياسة الولاية
عمل ميزير لرئيسي بلدية (رئيس الوزراء) برلين الغربية (البارون ريتشارد فون فايتسكر وايبرهارد دييبغين)،  قبل أن يصبح عضوا في فريق ألمانيا الغربية في المفاوضات بشأن إعادة توحيد ألمانيا. بعد عام 1990 كان يعمل بإعادة إنشاء الهياكل الديمقراطية في الولايات التي كانت جزءا من جمهورية ألمانيا الديمقراطية السابقة. أصبح وزير دولة في وزارة الثقافة في ولاية مكلنبورغ-فوربومرن في تشرين الثاني عام 1990. واعتبارا من كانون الأول 1994 حتي 1998 كان رئيس موظفي مستشارية مكلنبورغ-فوربومرن.
شغل منصب رئيس مستشارية سكسونيا من 1999 حتى 2001، مع رتبة وزير في حكومة الولاية. كرئيس موظفي كورت بييدينكوبف، ساعد في التفاوض على ميثاق التضامن الخاص المصمم لتمويل إعادة بناء ألمانيا الشرقية السابقة. من 2001 إلى 2002 شغل منصب وزير المالية في ولاية سكسونيا، من عام 2002 إلى 2004 وزير للعدالة ومن 2004 إلى 2005 وزيرا للداخلية.

### رئيس موظفي المستشارية، 2005 - 2009
في 17 تشرين الأول 2005، تم ترشيح ميزير كعضو في الحكومة الاتحادية رئيسا لمكتب المستشار كوزير اتحادي للشؤون الخاصة في حكومة ميركل الأولى. وتولى مهام منصبه في 22 تشرين الثاني 2005، بعد انتخاب ميركل كمستشارة من قبل البرلمان. بصفته رئيس موظفي المستشارية، عمل أيضا بمنصب نائب رئيس المعهد الألماني للشؤون الدولية والأمنية (Stiftung Wissenschaft und Politik).
بين عامي 2007 و 2009، كان ميزير واحدا من 32 عضوا في اللجنة الثانية لتحديث الدولة الاتحادية، التي أنشئت لإصلاح تقسيم السلطات بين السلطات الاتحادية وسلطات الولايات في ألمانيا.

### وزير الداخلية الاتحادي، 2009-2011
في المفاوضات لتشكيل حكومة ائتلافية بعد الانتخابات الاتحادية عام 2009، قاد ميزير وفد حزب الاتحاد الديمقراطي المسيحي/الاتحاد الاجتماعي المسيحي في الفريق العامل المعني بالضرائب والميزانية الوطنية والسياسة المالية مع هيرمان أوتو زولمس من الحزب الديمقراطي الحر في رئاسة الفريق. بعد تشكيل حكومة ميركل الثانية، تولى منصب وزير الداخلية الاتحادي.
كوزير للداخلية، قلل ميزير لفترة طويلة من أهمية المخاوف أمنية، لكنه وبشكل مفاجئ غير المسار في أواخر عام 2010، وأعطى تحذيرات من أن هناك مؤشرات جدية لهجمات إرهابية يجري إعدادها في أوروبا والولايات المتحدة. في تموز 2010، قام بحظر المنظمة الدولية للمساعدات الإنسانية (IHH)، وهي مؤسسة خيرية مسجلة في فرانكفورت، بسبب صلات مزعومة بالتنظيم الفلسطيني المسلح (حماس)، معتبرا أنها "IHH" قامت تحت غطاء المساعدات الإنسانية، بدعم قطاع غزة على أساس ما يسمى الجمعيات الاجتماعية والتي تعود إلى حماس، لفترة طويلة من الزمن وإلى حد مالي كبير. " وفي الشهر نفسه، أعلن ميزير ان ألمانيا ستتولى الإفراج عن اثنين من السجناء من معتقل غوانتانامو.
في تشرين الأول 2010، حظر ميزير ووزير النقل «بيتر رامساور» جميع بضائع الشحن الجوي القادمة من اليمن، بعد أن حذرت السلطات الألمانية من قبل جهاز استخبارات أجنبي ان هناك متفجرات داخل طرد متجهة إلى الولايات المتحدة ستشحن عبر مطار كولونيا بون الدولي.

### وزير الدفاع، 2011 - 2013

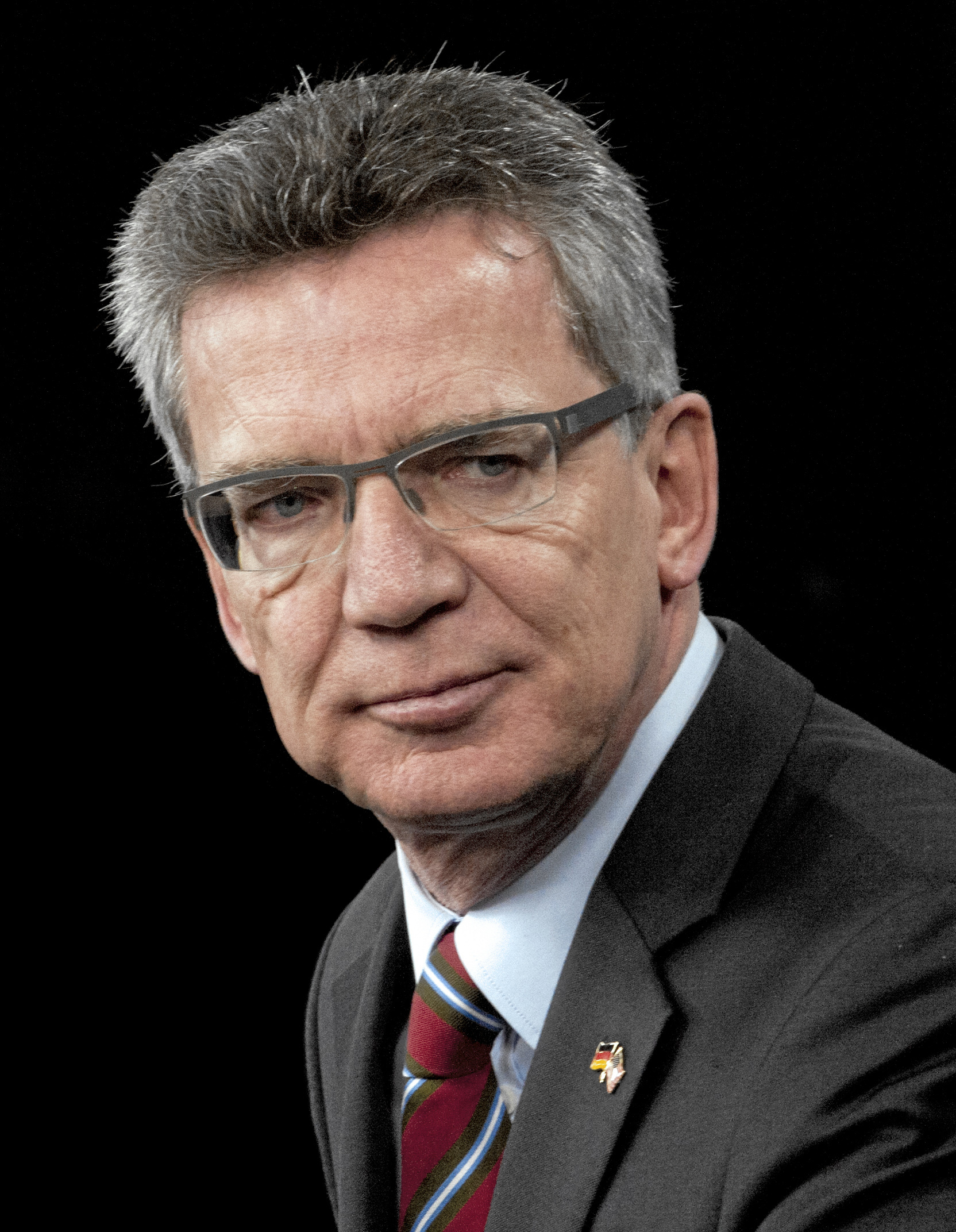
ميزير بمنصب وزير الدفاع في مؤتمر صحفي في عام 2012.

في 2 أذار 2011، أعلنت ميركل أن ميزير سوف يتولى مسؤولية وزارة الدفاع من كارل تيودور تسو غوتنبرغ، وزير الدفاع الاتحادي الذي كان قد استقال من منصبه في اليوم السابق. يوم 3 أذار، تم تعيينه رسميا في هذا المنصب. شغل حقيبة وزارة الدفاع حتى 17 كانون الأول 2013.
في خطوة تعد الأكبر منذ عقود في تاريخ الجيش الألماني، كشف ميزير في عام 2011 عن خطط لخفض عدد القوات، الحد من البيروقراطية، والقضاء على الازدواجية داخل وزارة الدفاع الاتحادية. في ظل هذه المقترحات تقرر للجيش أن يتحول إلى قوة محترفة بالكامل.
بمناسبة الذكرى الستين لإقامة العلاقات الدبلوماسية بين ألمانيا والهند، شارك ميزير في اجتماع مجلس الوزراء المشترك الأول لحكومتي البلدين في دلهي في أيار 2011. يوم 7 حزيران عام 2011 حضر حفل عشاء رسمي من قبل الرئيس باراك أوباما تكريما للمستشارة أنغيلا ميركل في البيت الأبيض.
في حديث لصحيفة فرانكفورتر ألغماينه تسايتونغ في شباط 2012 قال ميزير بأن تقوم قوات الدفاع الإسرائيلية بضرب المنشآت النووية الإيرانية هو أمر «مستبعد جدا» أن ينجح، وأشار إلى أن مثل هذه الضربة قد تسبب «أضرارا سياسية فادحة.» وخلال اجتماع في برلين في أذار 2012، قام بتحذير وزير الدفاع الاسرائيلي إيهود باراك من شن هجوم على إيران، منضما إلى غيره في الدول الغربية التي كانت تمارس الضغط الدولي الشديد على إسرائيل لمنعها من مهاجمة المنشآت النووية الإيرانية.
في عام 2012 قال ميزير لجمع من جنود الاحتياط بأنه يعتبر إستراتيجية الولايات المتحدة باستخدام الطائرات بدون طيار لعمليات القتل المستهدف «خطأ استراتيجي». وفقا للنسخة الإخبارية على الإنترنت للجمعية العامة لهيئات الإذاعة في ألمانيا، قال ميزير إنه يعتقد أنه كان من غير الحكمة أن يقوم قادة عسكريون أمريكيون بتوجيه مثل هذه الهجمات مباشرة من قواعدهم في الولايات المتحدة.

### وزير الداخلية الاتحادي، 2014 - 2018
في مفاوضات تشكيل الحكومة بعد الانتخابات الاتحادية عام 2013، قاد ميزير أعضاء حزب الاتحاد الديمقراطي المسيحي/الاتحاد الاجتماعي المسيحي في الفريق العامل المعني بالشؤون الخارجية والدفاع والتعاون الإنمائي؛ وكان شريكه في رئاسة الفريق من الحزب الديمقراطي الاجتماعي فرانك-فالتر شتاينماير. في 17 كانون الأول 2013، تم تعيينه في منصب وزير الداخلية الاتحادية للمرة الثانية. وبالإضافة إلى ذلك، شارك في رئاسة اجتماع حزب الشعب الأوروبي لوزراء العدل والشؤون الداخلية، جنبا إلى جنب مع «استيبان غونزاليس بونس».
في 23 شباط 2014 ذكرت صحيفة بيلد أم سونتاغ أن ميزير وغيره من أعضاء الحكومة، فضلا عن شخصيات بارزة في مجال الأعمال التجارية، كانوا تحت مراقبة وكالة الأمن القومي الأمريكية. وقال تقرير الصحيفة نقلا عن مسؤول في الوكالة لم تذكر اسمه أن الولايات المتحدة مهتمة بشكل خاص بوزير الداخلية «لأنه مساعد مقرب من ميركل، وتأخذ بنصيحته حول العديد من القضايا، وكان تردد أن ترشيحه قوي لمنصب الأمين العام لحلف الناتو». ومنذ بداية عام 2015، انتقد الجناح اليساري المعارض والمعلقون في وسائل الإعلام ميزي مرارا بسبب سجله كرئيس لموظفي المستشارية بين 2005 و 2009، وبسبب ما يعرفه عن مساعدة دائرة الاستخبارات الاتحادية الألمانية للوكالات الأمريكية في التجسس على شركات أوروبية مثل شركة الصناعات الدفاعية إيرباص.
في أواخر عام 2014، اقترح ميزير قانون ينص على أن يكون للحكومة القدرة على سحب بطاقات الهوية من المقاتلين الأجانب المحتملين واستبدالها مع شكل آخر من أشكال تحديد الهوية؛ وهذا كان يعني أن يسمح للوكالات الحكومية بمنع الألمان من مغادرة البلاد للانضمام إلى جماعات مثل داعش في سورية والعراق. في أيار 2015، قام بحظر Yuruyus، وهي صحيفة يسارية إرهابية تنشر من قبل المجموعة التركية المتطرفة حزب التحرر الشعبي الثوري، وكان هناك مداهمات في جميع أنحاء البلاد في اتصال مع هذا الحظر.
في أواخر عام 2015، في خضم أزمة المهاجرين الأوروبية قال ميزير أن أوروبا يجب أن تضع حدا لعدد اللاجئين وتبحث عن أولئك الذين يحق لهم بكل وضوح حق الحماية. ويقول منتقدوه إنه فشل في الكفاح من أجل المزيد من الموظفين والميزانية للمكتب الاتحادي للهجرة واللاجئين (BAMF)، الذي يندرج في إطار وزارته، رغم سنوات من التحذيرات من الولايات الألمانية أن مكتب الهجرة تحت ضغط شديد من طلبات اللجوء. في محاولة للكشف عن أفضل لهويات المهاجرين القادمين من سوريا وأفغانستان وغيرها من بؤر التوتر، قاد ميزير في وقت لاحق مشروع إدخال بطاقة هوية للاجئين.
في عام 2016، حظر ميزير مجموعة من النازيين الجدد «طاقم الذئاب البيضاء الإرهابي» (WWT) بعد مداهمة 15 منشأة في أنحاء البلاد وسط مخاوف كانت تنمو حول ارتفاع في المشاعر اليمينية بعد تدفق أكثر من مليون مهاجر في العام المنصرم.
في كانون الثاني عام 2016، شارك ميزير في اجتماع مجلس الوزراء المشترك الأول بين حكومتي ألمانيا وتركيا في برلين.

## نشاطات أخرى
- الكنيسة البروتستانتية الألمانية، عضو هيئة الرئاسة
- المنتدى الألماني لمنع الجريمة (DFK)، عضو مجلس الأمناء
- النصب التذكاري للقتلى اليهود في أوروبا، عضو مجلس الأمناء
- مهرجان موريتسبورغ، عضو مجلس الأمناء
- اللجنة البارالمبية الوطنية ألمانيا، عضو مجلس الأمناء
- مؤسسة السلامة في رياضة التزلج (SIS)، عضو مجلس الأمناء

## تكريم
- فارس الصليب الأكبر من وسام الاستحقاق للجمهورية الإيطالية (2006)
- وسام الاستحقاق الملكي النرويجي (2007)
- وسام الصليب الأكبر من وسام الاستحقاق للبرتغال (2009)

## الحياة الشخصية
ميزير متزوج من مارتينا دو ميزير، ولديهما ثلاثة أطفال.

## روابط خارجية
- توماس دي ميزير على موقع IMDb (الإنجليزية)
- توماس دي ميزير على موقع مونزينجر (الألمانية)
- توماس دي ميزير على موقع قاعدة بيانات الفيلم (الإنجليزية)

| المناصب السياسية                 | المناصب السياسية                | المناصب السياسية          |                    |
| -------------------------------- | ------------------------------- | ------------------------- | ------------------ |
| سبقه فرانك-فالتر شتاينماير       | رئيس موظفي المستشارية 2005–2009 | تبعه رونالد بوفالا        |                    |
| شاغرآخر من حمل اللقب بودو هومباخ | وزير الشؤون الخاصة 2005–2009    | تبعه رونالد بوفالا        | تبعه رونالد بوفالا |
| سبقه فولفغانغ شويبله             | وزير الداخلية 2009–2011         | تبعه هانز بيتر فريدريش    | تبعه رونالد بوفالا |
| سبقه كارل تيودور تسو غوتنبرغ     | وزير الدفاع 2011–2013           | تبعه أورسولا فون دير لاين |                    |
| سبقه هانز بيتر فريدريش           | وزير الداخلية 2013–2018         | الحالي                    |                    |